# بنك ماركنتيل ديسكاونت
 ماركنتيل ديسكاونت هو مصرف. تأسس في 1971. يقع مقره في تل أبيب. تابع لبنك ديسكونت إسرائيل.

## وصلات خارجية
- الموقع الرسمي